# Марчук Василь Володимирович
Василь Володимирович Марчук (нар. 14 січня 1997, Миротин, Україна — пом. 26 лютого 2022, Васильків, Україна) — старший солдат Збройних сил
України.

## Обставини загибелі
Згідно повідомлення міського голови м. Здолбунова Владислава Сухляка, військовослужбовець загинув в боях поблизу м. Василькова на Київщині.

## Нагороди
- Орден «За мужність» III ступеня (2022, посмертно) — за особисту мужність і самовіддані дії, виявлені у захисті державного суверенітету та територіальної цілісності України, вірність військовій присязі.